# Биљојед
Биљојед, биљождер или хербивор, је животна форма организама, којој храну представљају фототрофни организми (поједине бактерије, алге и биљке). Иако таксономски посматрано биљоједи могу да се нађу у царствима животиња, гљива, бактерија и међу неколико група протиста, најчешће биљоједима називамо животиње. Гљиве, бактерије и вируси који се хране биљкама називају се биљним патогенима.
У зависности од тога, којим делом биљке се хране, биљоједе можемо поделити на:
- ксилофаге, дендриворе или дендриколе, који се хране дрветом (нпр. термити);
- фоливоре, који се хране листовима (нпр. коала);
- фругиворе, који се хране плодовима (нпр. додо, дрозд имелаш);
- граниворе, који се хране семенима (нпр. мрави);
- нектариворе, који се хране нектаром (нпр. лептири);
- палиниворе, који се хране поленом (нпр. пчеле);
- муциворе, који се хране биљним течностима (нпр. биљне ваши).

Велики проценат биљоједа има мутуалистичку цревну флору која им помаже у варењу биљне материје, која је теже сварљива од животињског плена. Ова флора се састоји од протозоа или бактерија које варе целулозу.

## Дефиниција и сродни појмови
Биљоједи је облик конзумирања у којем организам углавном једе аутотрофе као што су биљке, алге и фотосинтетизујуће бактерије. Уопштено говорећи, организми који се хране аутотрофима генерално су познати као примарни потрошачи. Биљоједство је обично ограничено на животиње које једу биљке. Гљиве, бактерије и протисти који се хране живим биљкама обично се називају биљним патогенима (болести биљака), док се гљиве и микроби који се хране мртвим биљкама описују као сапротрофи. Цветне биљке које добијају исхрану од других живих биљака обично се називају паразитским биљкама. Међутим, не постоји јединствена искључива и коначна еколошка класификација образаца потрошње; сваки уџбеник има своје варијације на тему.

## Еволуција биљоједства
Разумевање биљоједа у геолошком временском распону проистиче из три извора: фосилизованих биљака, које могу да сачувају доказе одбране (као што су бодље), или оштећења узрокована биљоједима; посматрање биљних остатака у фосилизованим животињским фекалијама; и конструкција усних органа биљоједа.
Иако се дуго сматрало да је биљоједи мезозојски феномен, фосили су показали да су биљке конзумирали чланконошци у року од мање од 20 милиона година након што су прве копнене биљке еволуирале. Инсекти су се хранили спорама раних девонских биљака, а Рајнски черт такође пружа доказе да су се организми хранили биљкама користећи технику „пробијања и сисања“.
Током наредних 75 милиона година, биљке су развиле низ сложенијих органа, попут корена и семена. Нема доказа да се било који организам хранио њима све до средњег касног мисисипијана, пре око 330,9 милиона година. Постојао је јаз од 50 до 100 милиона година између времена када је сваки орган еволуирао и времена када су организми еволуирали да се хране њима; ово може бити због ниског нивоа кисеоника током овог периода, који је можда потиснуо еволуцију. Осим њиховог антроподног статуса, идентитет ових раних биљоједа је неизвестан. Отвори храњења и скелетизација забележени су у раном перму, а површинско храњење течности се развија до краја тог периода.
Биљоједи међу четвороножним копненим кичмењацима, тетраподима, развијени су у касном карбону (пре 307–299 милиона година). Рани тетраподи су били велики водоземни рибоједи. Док су водоземци наставили да се хране рибом и инсектима, неки гмизавци су почели да истражују две нове врсте хране, тетраподе (месоједи) и биљке (биљоједи). Цео ред диносауруса орнитиша је био састављен од диносауруских биљоједа. Месождерство је био природна транзиција од инсеката за средње и велике тетраподе, захтевајући минималну адаптацију. Насупрот томе, комплексан сет адаптација је био неопходан за исхрану високо влакнастим биљним материјалима.
Зглавкари су еволуирали у биљоједе у четири фазе, мењајући свој приступ као одговор на промене биљних заједница. Тетраподни биљоједи су се први пут појавили у фосилним записима својим чељустима у близини границе перма и карбона, пре отприлике 300 милиона година. Најранији докази о њиховом биљоједству приписују се оклузији зуба, процесу у којем зуби из горње вилице долазе у контакт са зубима у доњој вилици. Еволуција денталне оклузије довела је до драстичног повећања прераде биљне хране и пружа доказе о стратегијама храњења заснованим на обрасцима трошења зуба. Испитивање филогенетских оквира морфологије зуба и вилице открило је да се дентална оклузија развијала независно код неколико лоза тетраподних биљоједа. Ово сугерише да су се еволуција и ширење дешавали истовремено унутар различитих лоза.

## Ланац исхране
Биљоједи чине важну карику у ланцу исхране, јер конзумирају биљке да би варили угљене хидрате које фотосинтетски производи биљка. Месоједи заузврат конзумирају биљоједе из истог разлога, док свеједи могу добити своје хранљиве материје било из биљака или животиња. Због способности биљоједа да преживи искључиво на чврстој и влакнастој биљној материји, они се називају примарним потрошачима у циклусу исхране (ланцу). Биљоједи, месождери и свеједи могу се сматрати посебним случајевима интеракције потрошач-ресурс.

## Стратегије храњења
Две стратегије исхране биљоједа су испаша (нпр. краве) и пробирање (нпр. лос). Да би се копнени сисар могао назвати испасником, најмање 90% сточне хране мора бити трава, а за пробирача најмање 90% лишће и гранчице дрвећа. Стратегија средњег храњења се назива „мешовито храњење“. У својој свакодневној потреби да узимају енергију из сточне хране, биљоједи различите телесне масе могу бити селективни у одабиру хране. „Селективно“ значи да биљоједи могу да бирају свој извор хране у зависности од, на пример, сезоне или доступности хране, али и да могу да бирају висококвалитетне (и последично веома хранљиве) сточне хране пре оних нижег квалитета. Ово последње је посебно одређено телесном масом биљоједа, при чему мали биљоједи бирају квалитетну сточну храну, а са повећањем телесне масе животиње су мање селективне. Неколико теорија покушава да објасни и квантификује однос између животиња и њихове хране, као што су Клајберов закон, Холингова једначина диска и теорема о маргиналној вредности (види доле).
Клајберов закон описује однос између величине животиње и њене стратегије храњења, говорећи да веће животиње треба да једу мање хране по јединици тежине него мање животиње. Клајберов закон наводи да је брзина метаболизма (q0) животиње, маса животиње (M) подигнута на степен 3/4:q0=M3/4. Према томе, маса животиње расте брже од метаболичке стопа.
Биљоједи користе бројне врсте стратегија храњења. Многи биљоједи не спадају у једну специфичну стратегију храњења, већ користе неколико стратегија и једу различите делове биљака.
| Стратегија храњења | Исхрана                 | Пример                                                                        |
| ------------------ | ----------------------- | ----------------------------------------------------------------------------- |
| Алгивори           | Алге                    | крил, крабе, морски пужеви, морски јежеви, риба-папагај, хирурговке, фламинго |
| Фругивори          | Воће                    | огрличасти лемури, орангутани                                                 |
| Фоливори           | Лишће                   | Коале, гориле, црвени колобуси                                                |
| Нектаровори        | Нектар                  | Медни опосум, колибри                                                         |
| Зрновори           | Семе                    | Хавајски цветарници                                                           |
| Граминивори        | Трава                   | Коњи                                                                          |
| Палинивори         | Полен                   | Пчеле                                                                         |
| Муцивори           | Виљне течности, тј. сок | Афиди                                                                         |
| Ксилофаги          | Дрво                    | Термити                                                                       |

Теорија оптималне потраге за храном је модел за предвиђање понашања животиња док траже храну или друге ресурсе, као што су склониште или вода. Овај модел процењује и индивидуално кретање, као што је понашање животиња док траже храну, и дистрибуцију унутар станишта, као што је динамика на нивоу популације и заједнице. На пример, модел би се користио за сагледавање понашања јелена приликом прегледања док тражи храну, као и специфичне локације и кретања тог јелена унутар шумског станишта и његове интеракције са другим јеленима док су у том станишту.
Овај модел је критикован као кружни и непроверљив. Критичари су истакли да његови заговорници користе примере који одговарају теорији, али не користе модел када се не уклапа у стварност. Други критичари истичу да животиње немају способност да процене и максимизирају своје потенцијалне добитке, стога је теорија оптималног храњења ирелевантна и изведена да објасни трендове који не постоје у природи.